# The Essence
The Essence es una banda neerlandesa de rock alternativo, rock gótico y dark wave, formada en 1984. El grupo está liderado por Hans Diener (voz, guitarra) y, actualmente, completado por Mark Tan (bajo) y George Tan (batería). Su sonido está influenciado por la música new wave británica y por el post-punk. Fueron considerados la banda clónica de The Cure. Aunque algunas de sus canciones recuerden a la banda de Robert Smith, The Essence ha gozado de fama propia por sus temas originales. 
La canción que dio popularidad a la banda fue «A Mirage», que llegó al Top 10 en España. Después de cuatro discos y un álbum de grandes éxitos, la banda maduró musicalmente mucho más allá de sus aspiraciones originales. En 1996 el grupo grabó su último disco de estudio hasta la fecha, Glow. Pese a ello, la banda ha anunciado públicamente el lanzamiento de un nuevo álbum.

## Historia

### Primera etapa: 1985-1996
La banda fue fundada originalmente en 1984 en sus tiempos de instituto. The Essence firmó un contrato con Midnight Music tras un año de intensas giras. 
En septiembre de 1985 se publicó su primer álbum Purity precedido por el sencillo de 12" «Endless Lakes» muy bien recibido especialmente en Holanda y en Alemania. Posteriormente se publicaría el segundo sencillo de 12" «The Cat (Remix)» que sería muy escuchado en la radio y muy utilizado por los deejays. 
En 1987 se lanzó el segundo álbum de la banda, A monument of Trust y su sencillo correspondiente «A Mirage», una melodía muy pegadiza que en España llegaría al Top 10. Fue entonces cuando The Essence emprendió una extensa gira por Europa construyendo un fuerte grupo de fieles seguidores en entre otros países Francia, Alemania, España, Suiza y el Reino Unido.
En 1988 se lanzó Ecstasy, álbum que hizo aumentar la popularidad de la banda. Los vídeos de «Only for you» y «Like Christ» (1990) se emitieron constantemente en la MTV. La banda realizó una popular gira por toda Europa hasta finales de 1990. 
En noviembre de 1991 se lanzó el cuarto disco de la banda Nothing lasts forever, un disco conceptual con el que consiguieron un gran número de seguidores por todo el mundo, entre otros en USA y Japón.
Para cerrar el primer periodo de la banda, Cherry Red Records lanzaría en 1994 el recopilatorio Dancing in the rain acompañado por el sencillo «A Mirage '94». Al año siguiente, el propio grupo realizaría una versión de «A Mirage» que sería un éxito en España titulado "Un Espejismo".
En 1996 CNR International Records lanzó su quinto disco en estudio Glow, mostrando más que nunca el potencial original e internacional de la banda.

### Segunda etapa: 1997-Actualidad
En los años siguientes The Essence se ha dedicado a viajar con frecuencia para tocar en España, Italia, Alemania y Reino Unido. La banda también comenzó a hacer proyectos fuera de forma individual escribiendo, produciendo e, incluso, tocando con otras formaciones. Además, colaboraciones con DJ de todo el mundo dio un nuevo sentido a varias de las canciones de The Essence, entre otros, el italiano Giancarlo Carone con varios remixes de «Only for You» en el 2005.
Después de un largo período de silencio, haciendo giras ocasionales y conciertos en pubs locales, en 2006 la banda pasó de una formación de 4 a 3 personas, creando un sonido más básico. En este punto, The Essence ha escrito suficiente material como para grabar un nuevo álbum cuyo lanzamiento será en 2014, según rumoreó su líder Hans Diener durante su último paso por España en la feria de Albacete en 2013. 
Durante el año 2015 se anunció la salida de una nueva edición del disco Glow con el nombre de Afterglow y de un nuevo disco tras 19 años de espera.

## Giras

### European Tour 2013
- 28 de julio Holanda, Utrecht
- 7 de septiembre Inglaterra, Londres
- 8 de septiembre Francia, Paris
- 17 de septiembre Albacete, España
- 22 de septiembre Holanda, Róterdam
- 29 de noviembre Alemania, Colonia
- 30 de noviembre Alemania, Frankfurt

### European Local Tour 2015
- 14 de marzo Artista invitado Clara Plath Rock City Valencia, España
- 23 de mayo Afterglow CD Release Baroeg Róterdam, Holanda
- 25 de mayo Wave Gotik Treffen Leipzig, Alemania

## Discografía
- 1985 – Purity
- 1987 – A monument of trust
- 1988 – Ecstasy
- 1991 – Nothing lasts forever
- 1994 – Dancing in the rain – Best of
- 1996 – Ecstasy / Nothing lasts forever
- 1996 – Glow
- 2015 – Afterglow

### Sencillos
- 1985 – «Endless lakes»
- 1985 – «The cat (remix)»
- 1987 – «A mirage / Un espejismo»
- 1988 – «Only for you»
- 1990 – «Like Christ»
- 1991 – «Out of grace»
- 1994 – «A mirage '94 - the mixes»
- 1996 – «Gone»
- 1996 – «Taking on the world»